# Deux poèmes opus 44 de Scriabine
Les Deux Poèmes op. 44 sont deux pièces pour piano du compositeur russe Alexandre Scriabine, écrites en 1905.